# Ацени

Загальна структура аценів (дужками позначено повторювану частину молекули)

Аце́ни (рос. ацены, англ. acenes) — поліциклічні ароматичні вуглеводні, які складаються з лінійно конденсованих бензенових кілець. Найпростішим з них можна вважати антрацен, відомий і гептацен, але зі збільшенням кількості конденсованих ядер їхня стійкість падає, хоча описані похідні й ундекацену.
Ацени хімічно активні: легко окиснюються (навіть киснем повітря), утворюючи хінони, приєднують дієнофіли, гідруються передовсім по центральних атомах C. Вони легко відривають електрони в атомів лужних металів з утворенням ароматичних аніонрадикалів.